# Linke-Hofmann-Busch

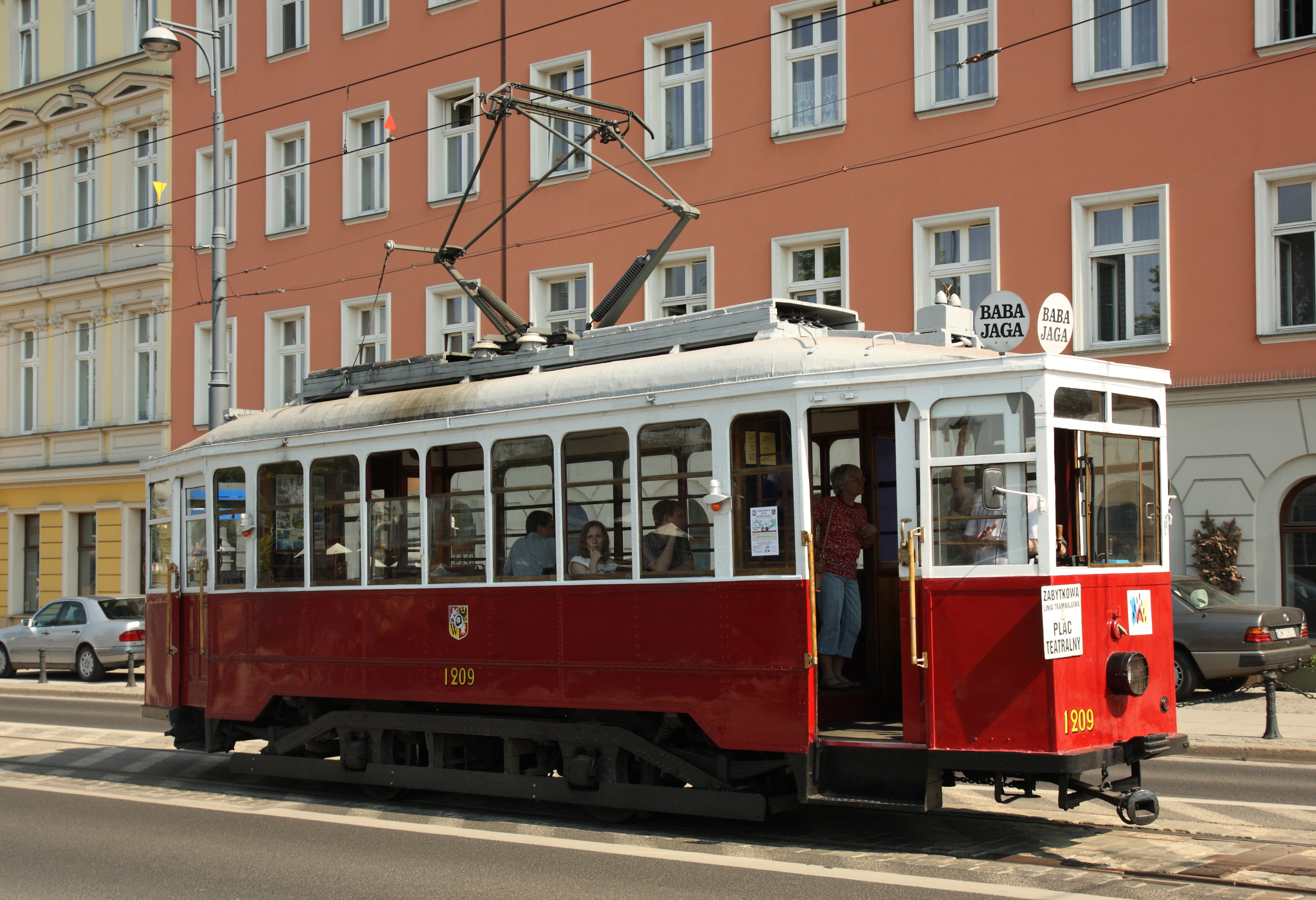
LH Standard i Wrocław i Polen

Linke-Hofmann-Busch var en tillverkare av lok och andra rälsfordon som grundades i Breslau då liggande i Tyskland (nuvarande Wrocław i Polen). Företaget hade sitt ursprung i Wagenbauanstalt Gottfried Linke från 1839. Det ingår sedan 1997 i Alstom under namnet Alstom Transport Deutschland.
År 1917 gick Waggonfabrik P. Herbrand & Cie i Köln-Ehrenfeld upp i Linke-Hofmann-Busch.
Under första världskriget var Linke-Hofmann-Busch ett av många företag i Tyskland som också började tillverka flygplan. Det började med att tillverka flygmaskiner under licens, till exempel LFG Roland C.II samt Albatros B.IIa, C.III och C.X. Från 1916 utvecklade Linke-Hofmann-Busch ett eget fyrmotorigt bombflygplan som kallades Riesenflugzeug. Det byggdes två olika prototyper med okonventionell formgivning: Linke-Hofmann R.I och Linke-Hofmann R.II.
Efter andra världskriget hade företaget sitt säte i Västtyskland. Det köptes 1957/1958 av Salzgitter AG, som i sin tur köptes upp av Preussag AG 1989. Senare omstruktureringar ledde till att GEC-Alsthom 1994 köpte 51 procent av aktiekapitalet. År 1997 övertog GEC-Alsthom resterande ägandedel i Linke-Hofmann-Busch, varefter företaget börsnoterades. Det drivs sedan 2009 som Alstom Transport Germany GmbH.

## Spårvagnar från Linke-Hofmann-Busch i Norge
De fem spårvagnar som trafikerar Gråkallbanen i Trondheim i Norge är av typ Braunschweig (TT Class 8). Dessa ledspårvagnar tillverkades 1984–1985 av Linke-Hofmann-Busch. De har sex axlar och är 19,5 meter långa och 2,6 meter breda.

## Fotogalleri

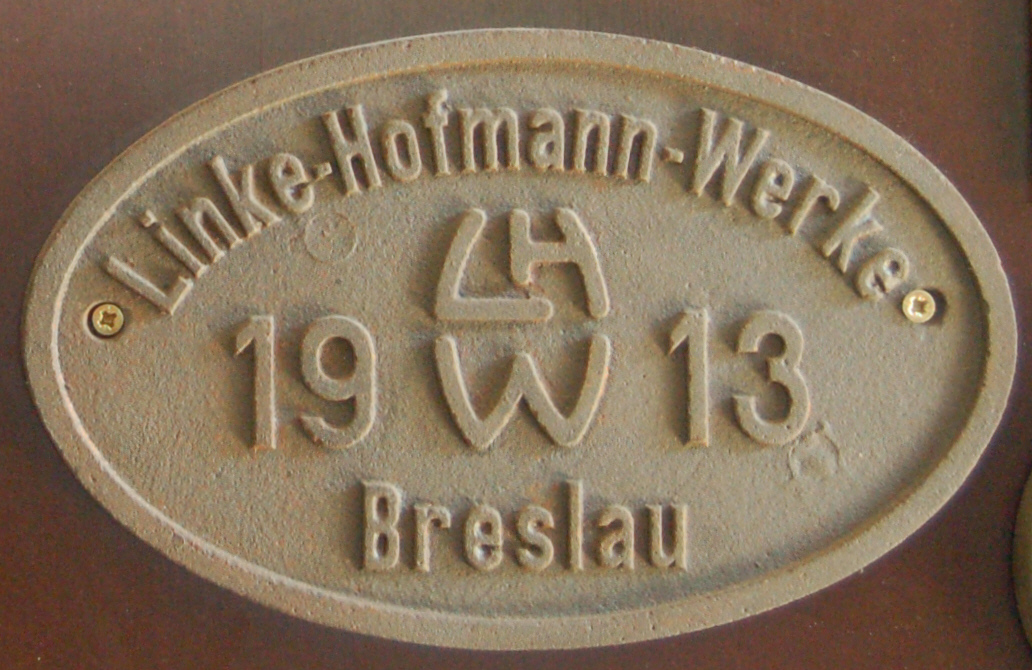
Logo
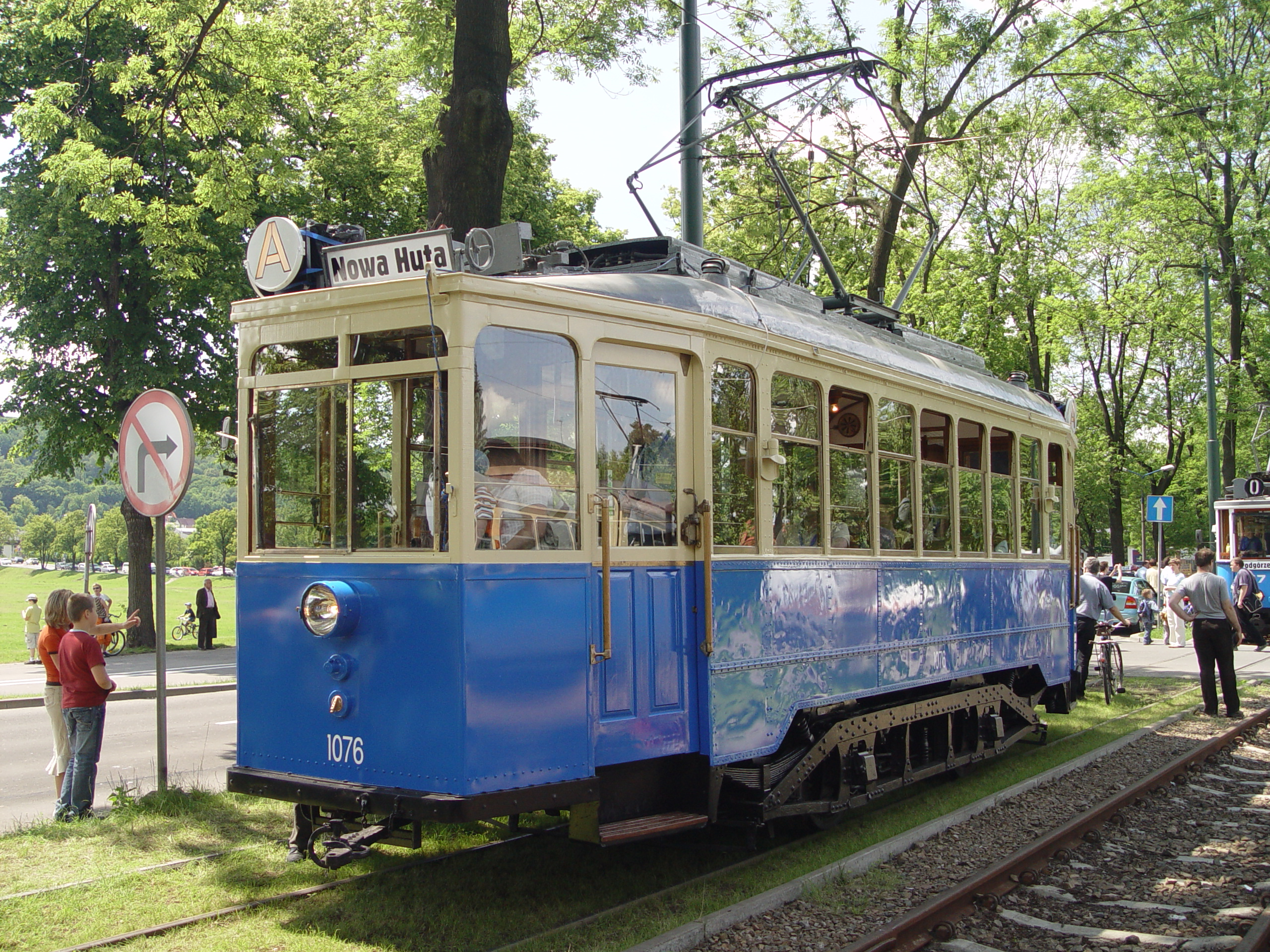
En LH Standard i Kraków i Polen
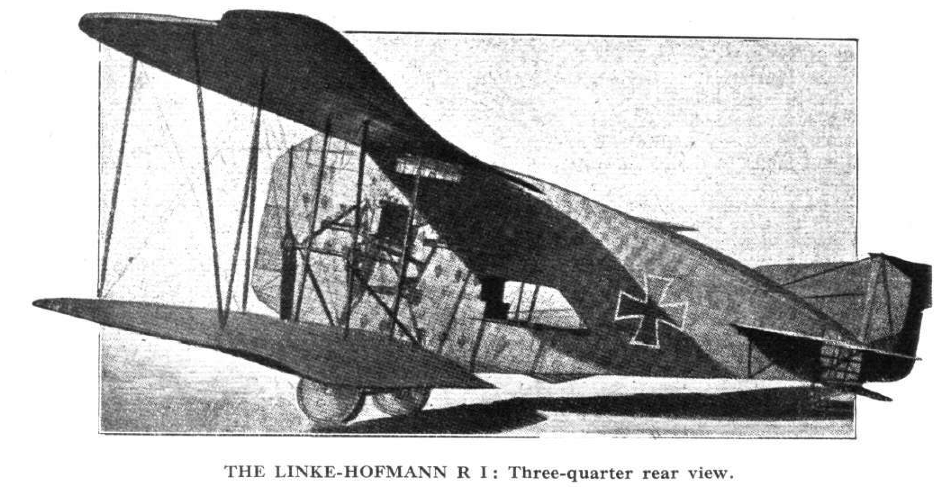
Linke-Hofmann R1, 1917
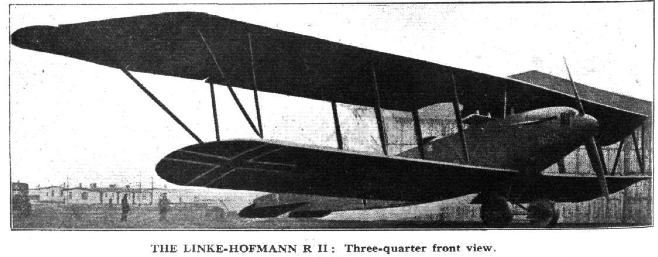
Linke-Hofmann R2, 1917
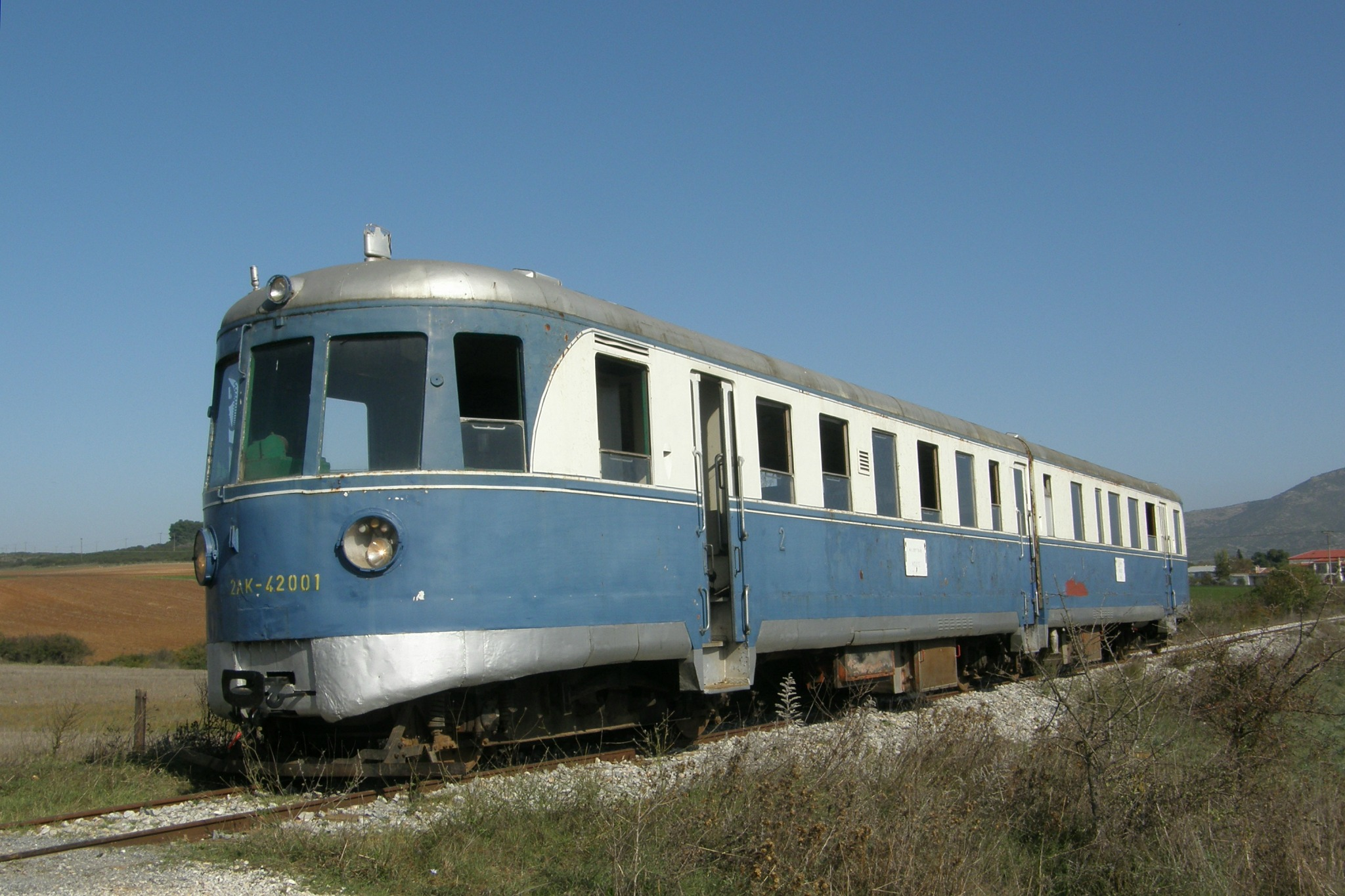
Rälsbuss från 1937 för järnvägen Aten-Peloponnesos i Grekland
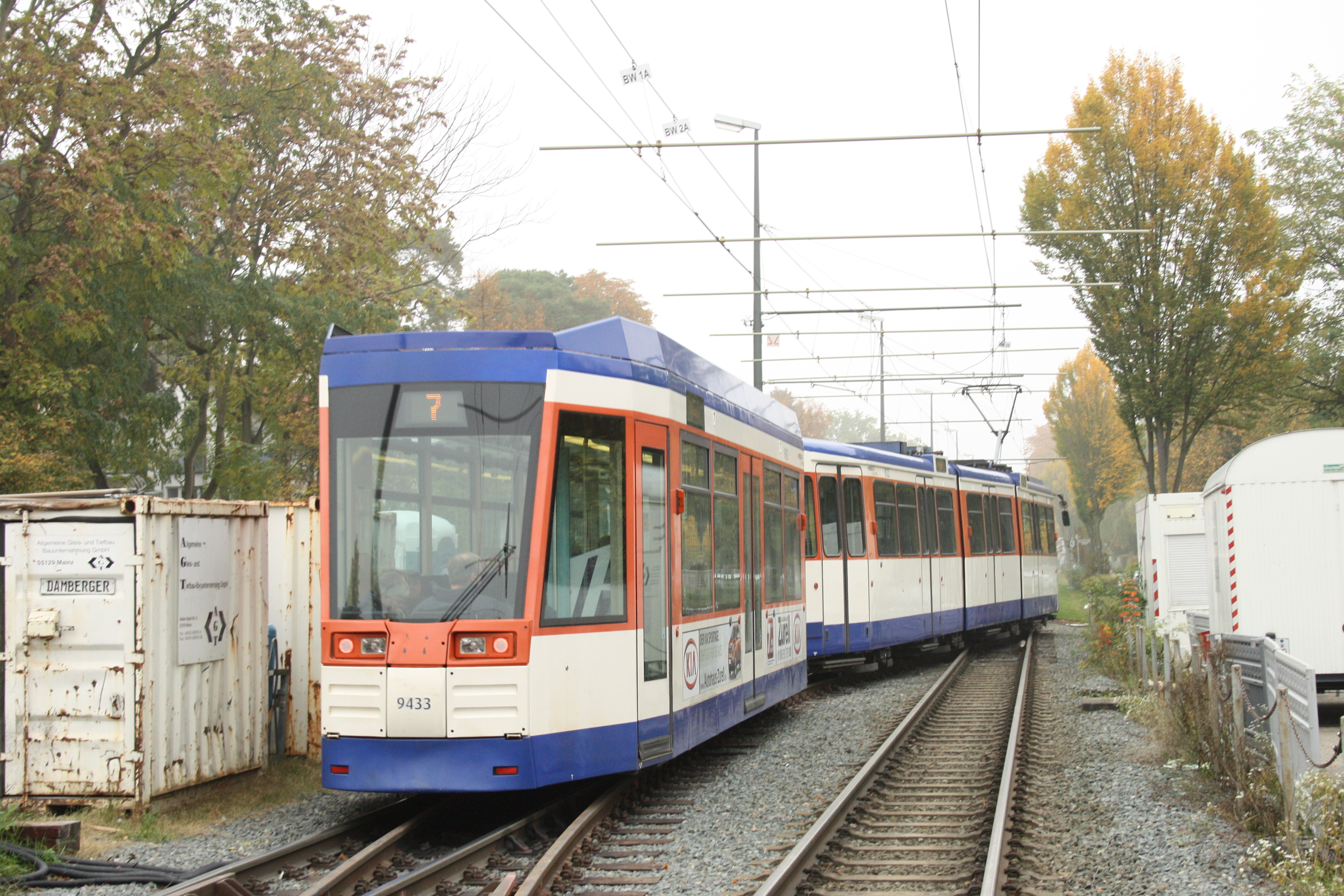
En Littera SB9 i Darmstadt i Tyskland
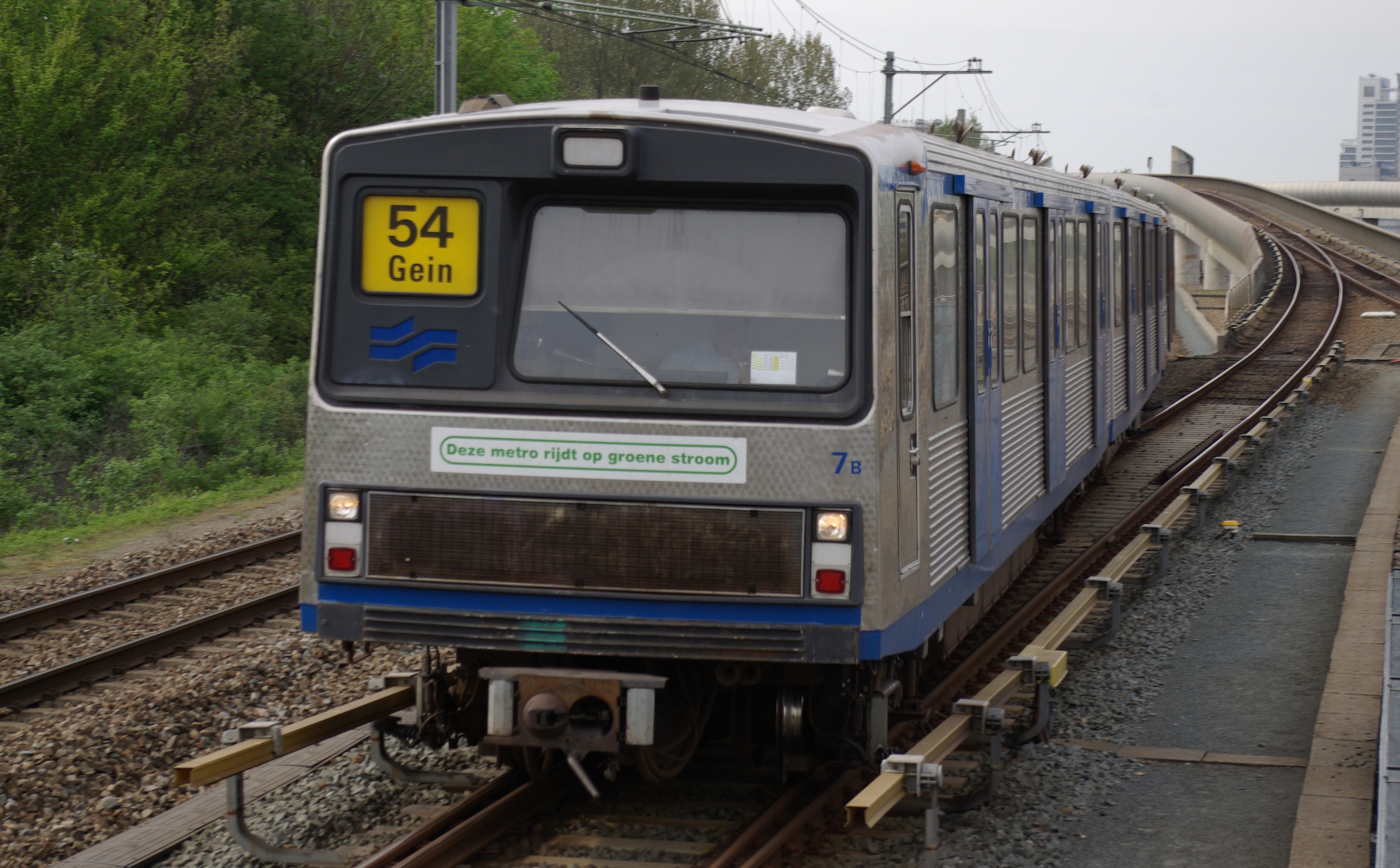
M2-tunnelbanetåg i Amsterdams tunnelbana